# عاطف دوداكوفيتش
عاطف دوداكوفيتش (بالإنجليزية: Atif Dudaković)‏ جنرال متقاعد وأحد قادة حرب البوسنة، قاتل في لواء بيهاتش، التي كانت محاصرة لثلاث سنوات منذ عام 1992 وحتى 1995، قائدُا للفيلق الخامس (كان أصغر فيلق من الفيالق السبعة لجيش جمهورية البوسنة والهرسك) وكان مسوؤلا عن الدفاع عن منطقة بيهاتش.
ولد في قرية أوراوفا بالقرب من غراديسكا، تخرج من مدرسة عسكرية في زادارا، وتخصص بالمدفعية لاحقا، قام بالتدريس في الأكاديمية العسكرية في بلغراد. 
في عام 1991، في بداية حرب استقلال كرواتيا، خدم كمشرف مدفعية في الفيلق التاسع لجيش الشعب اليوغسلافي (JNA) الذي كان مقره في كنين، وكان خاضعًا مباشرةً للجنرال الصربي راتكو ملاديتش. بعد اندلاع حرب البوسنة، انضم للجيش الجديد لجمهورية البوسنة والهرسك، أصبح قائدًا للفيلق الخامس ودافع عن مدينة بيهافتش المحاصرة، استطاع كسر الحصار بعد ثلاث سنوات وتمكن من دخول مدن بوسانسكي بترواك وكيليتش وسانسكي موست اللواتي يقعن في منطقة البوسنة الغربية. بعد انتهاء الحرب أصبح القائد العام للجيش.
في سبتمبر 2006، بثت محطة التلفزيون الصربية B92 شريطين فيديو، أحدهما يظهر على ما يبدو عاطف دوداكوفيتش وهو يعطي أمرًا بـ"أطلق النار" أو "أحرقهم"، ويُعتقد أنه كان يشير إلى قرية صربية أثناء عملية سانا في 1995. أما الفيديو الآخر، فقد أظهر إعدام مدني صربي كان قد رفع يديه للاستسلام.

بعد بث الفيديو، أدلى دوداكوفيتش بتصريح قال فيه:
"لم يُصدر جيش جمهورية البوسنة والهرسك أبدًا أوامر بارتكاب جرائم. إذا حدثت مثل هذه الأمور، يجب التحقيق مع مرتكبيها ومعاقبتهم... الفيديو يظهر الخط الأمامي للجبهة، وأنا كنت مشغولًا على توجيه المدفعية. أنا رجل مدفعية. الفيديو مع الترجمة المنقحة هو منتج بروبغندا صربية تشبه التي شهدنا طوال فترة الحرب وما بعدها، ولهذا السبب لست مستغربا."
في عام 2009، بثت تلفزيون صربي بوسني فيديو يزعم تورط دوداكوفيتش في إعدام اثنين من أسرى الحرب البوسنيين الذين كانوا موالين لعدوه السابق فكرت عبديتش الذي انفصل عن الجيش النظامي البوسني بعد اشتداد الخلافات السياسية. 

### تهم جرائم الحرب.
اُعتقل في إبريل من عام 2018 للاشتباه بارتكاب جرائم حرب ضد الإنسانية خلال الحرب، هو و12 آخرين من الفيلق الخامس. اُتهم بتنفيذ مجازر عرقية ضد مدنيين صرب وحتى بوشناق ممن كانوا موالين لقادة بوسنيين آخرين، وكذلك ضد الأسرى خلال الحرب. اُتهم بقتل أكثر من 300 مدني وتدمير 38 كنيسة أرثوذكسية صربية. وقعت احتجاجات مناوئة تحمل لافتات "أبطال وليسوا مجرمين!" في سراييفو. في أكتوبر 2018 وجهت له التهم رسميًا بارتكاب جرائم حرب.  